# 전우치 (드라마)
《전우치》는 2012년 11월 21일부터 2013년 2월 7일까지 KBS 2TV에서 방영된 수목 특별기획 드라마이다.

## 기획 의도
작자 미상의 고전 소설 '전우치전(田禹治傳)'을 극화한 판타지 액션 퓨전 사극 드라마로서, 친구의 배신으로 아버지처럼 여겼던 홍길동과 사랑한 여인 홍무연을 잃고, 복수를 꿈꾸게 된 율도국 도사 전우치의 이야기

## 등장 인물

### 주요 인물
- 차태현 : 전우치 / 조보소 기별서리 이치 역
- 유이 : 홍무연(호접낭) 역
- 이희준 : 마강림 / 내금위장 정대용 역
- 백진희 : 이치의 동생 이혜령 역
- 김갑수 : 마강림의 친부 마숙 역
- 성동일 : 조보소 경방자 봉구 역

### 조선에서 필연
- 안용준 : 임금 이거 역
- 홍종현 : 내금위 부사관 서찬휘 역
- 이주연 : 다모 은우 역
- 고주연 : 중전 김씨 역

### 왕궁안 사람들
- 김병세 : 좌의정 오용 역
- 이재용 : 상선 소칠 역
- 신승환 : 둥개 역
- 장정희 : 상궁 맵지 역
- 장태성 : 복말 역
- 이정성 : 대제학 역

### 조보소 사람들
- 김승욱 : 도승지 장사두 역
- 김치국 : 노준익 역
- 박주형 : 오용의 아들 조보소 주서 오규 역
- 배동성 : 최서리 역

### 저자거리 왈패
- 삼개나루파
  - 김뢰하 : 막개 역
  - 장원영 : 어중이 역
  - 박재원 : 몽새 역
- 운종가파
  - 박해준 : 대근 역
  - 김재만 : 억천 역
  - 김상훈 : 업동 역

### 그 외 인물
- 김광규 : 박명기 역
- 조재윤 : 철견 역
- 정수영 : 주모 을이 역
- 이대연 : 문포교 역
- 박길수 : 최사령 역
- 김병춘 : 이채팔 역
- 최덕문 : 계손 역
- 이병준 : 가짜도사 운보 역
- 조민아 : 감내 역
- 조우리 : 어린 나인 솔미 역
- 김유현 : 사랑손 역
- 나철
- 류성훈 : 사냥꾼 도사 역

### 특별출연
- 김명수 : 최갑사 역, 황해도의 착호갑사 (1회)
- 정진영 : 전우치 스승 역 (1, 6회)
- 김원효 : 겁쟁이 조선 관리 역 (1, 2회)
- 이희도 : 최 공장 역 (4, 5회)
- 정현석 : 최공장의 손자 역 (아역) (4, 5회)
- 정호빈 : 부원군 김광희 역 (12 ~ 14회)
- 김지완 : 조보소 부주서 역 (13회)
- 강동호 : 장원 역 (18회)
- 최민기 : 강설 역 (18회)

스탭롤에 없는 특별 출연자 목록
- 서범식 : 착호갑사를 찾으려다 강림한테 죽는 스님 역 (2회)
- 주부진 : 폐주의 궁녀 역 (2회)
- 박지일 : 이치, 이혜령의 아버지, 부산포 왜관 이 객주 역 (5회)
- 조재완 : 은쟁이 감동 역 (9, 10회)
- 신준영 : 설주 표망동 역 (15, 24회)
- 유현철 : 강림에게 돈을 바치려다 전우치에게 당한 설주 역 (16회)

## 시청률
최저 시청률과 최고 시청률은 시청률 조사회사와 지역별로 시청률에 차이가 있을 수 있습니다.
| 2012년      | 2012년      | 2012년         | 2012년       | 2012년         | 2012년       |
| 회차        | 방송일      | TNmS 시청률    | TNmS 시청률  | AGB 시청률     | AGB 시청률   |
| 회차        | 방송일      | 대한민국(전국) | 서울(수도권) | 대한민국(전국) | 서울(수도권) |
| ----------- | ----------- | -------------- | ------------ | -------------- | ------------ |
| 제1회       | 11월 21일   | 14.1%          | 15.1%        | 14.9%          | 14.9%        |
| 제2회       | 11월 22일   | 13.0%          | 13.5%        | 13.2%          | 13.6%        |
| 제3회       | 11월 28일   | 14.1%          | 14.9%        | 12.6%          | 12.9%        |
| 제4회       | 11월 29일   | 13.1%          | 14.6%        | 12.5%          | 12.1%        |
| 제5회       | 12월 5일    | 12.2%          | 12.8%        | 12.1%          | 12.5%        |
| 제6회       | 12월 6일    | 11.7%          | 12.4%        | 10.8%          | 11.2%        |
| 제7회       | 12월 12일   | 12.5%          | 12.5%        | 11.0%          | 11.2%        |
| 제8회       | 12월 13일   | 10.5%          | 10.0%        | 10.3%          | 10.4%        |
| 제9회       | 12월 19일   | 11.2%          | 12.5%        | 11.4%          | 12.2%        |
| 제10회      | 12월 20일   | 12.9%          | 14.1%        | 11.9%          | 11.8%        |
| 제11회      | 12월 26일   | 12.6%          | 13.0%        | 12.2%          | 11.7%        |
| 제12회      | 12월 27일   | 12.1%          | 12.7%        | 12.9%          | 12.8%        |
| 2013년      |             |                |              |                |              |
| 제13회      | 1월 2일     | 13.4%          | 12.4%        | 12.2%          | 11.9%        |
| 제14회      | 1월 3일     | 14.4%          | 14.1%        | 12.8%          | 12.9%        |
| 제15회      | 1월 9일     | 14.7%          | 15.0%        | 12.8%          | 13.7%        |
| 제16회      | 1월 10일    | 14.8%          | 16.2%        | 13.3%          | 14.0%        |
| 제17회      | 1월 16일    | 15.3%          | 16.2%        | 13.8%          | 13.8%        |
| 제18회      | 1월 17일    | 15.0%          | 16.5%        | 13.8%          | 13.7%        |
| 제19회      | 1월 23일    | 13.5%          | 12.5%        | 13.6%          | 13.6%        |
| 제20회      | 1월 24일    | 14.6%          | 14.9%        | 13.4%          | 13.0%        |
| 제21회      | 1월 30일    | 12.7%          | 12.7%        | 13.9%          | 14.3%        |
| 제22회      | 1월 31일    | 13.7%          | 13.6%        | 12.7%          | 12.5%        |
| 제23회      | 2월 6일     | 13.1%          | 12.3%        | 12.8%          | 12.7%        |
| 제24회      | 2월 7일     | 16.0%          | 15.9%        | 15.2%          | 15.1%        |
| 평균 시청률 | 평균 시청률 | 13.4%          | 13.8%        | 12.8%          | 12.9%        |

## 사운드 트랙

### Part.1
| #            | 제목                        | 작사         | 작곡         | 재생 시간 |
| ------------ | --------------------------- | ------------ | ------------ | --------- |
| 1.           | 〈사랑해〉 (조성모)         | 안영민       | 안영민       | 4:14      |
| 2.           | 〈사랑해 (Inst.)〉 (조성모) |              | 안영민       | 4:14      |
| 총 재생 시간 | 총 재생 시간                | 총 재생 시간 | 총 재생 시간 | 8:28      |

### Part.2
| #            | 제목                                  | 작사         | 작곡         | 재생 시간 |
| ------------ | ------------------------------------- | ------------ | ------------ | --------- |
| 1.           | 〈눈물 같은 사람〉 (최강창민)         | 박민정       | 안영민       | 4:01      |
| 2.           | 〈눈물 같은 사람 (Inst.)〉 (최강창민) |              | 안영민       | 4:01      |
| 총 재생 시간 | 총 재생 시간                          | 총 재생 시간 | 총 재생 시간 | 8:02      |

### Part.3
| #            | 제목                          | 작사         | 작곡         | 재생 시간 |
| ------------ | ----------------------------- | ------------ | ------------ | --------- |
| 1.           | 〈꿈인가요〉 (김그림)         | 조은희       | 김세진       | 3:29      |
| 2.           | 〈꿈인가요 (Inst.)〉 (김그림) |              | 김세진       | 3:29      |
| 총 재생 시간 | 총 재생 시간                  | 총 재생 시간 | 총 재생 시간 | 6:58      |

### Part.4
| #            | 제목                                      | 작사         | 작곡           | 재생 시간 |
| ------------ | ----------------------------------------- | ------------ | -------------- | --------- |
| 1.           | 〈사랑하고 또 그리워서〉 (박소빈)         | 허선경       | 강지원, 박수석 | 3:38      |
| 2.           | 〈사랑하고 또 그리워서 (Inst.)〉 (박소빈) |              | 강지원, 박수석 | 3:38      |
| 총 재생 시간 | 총 재생 시간                              | 총 재생 시간 | 총 재생 시간   | 7:16      |

### 전우치 OST
| #            | 제목                                              | 작사         | 작곡           | 재생 시간 |
| ------------ | ------------------------------------------------- | ------------ | -------------- | --------- |
| 1.           | 〈전우치〉 (Various Artists)                      |              |                | 1:02      |
| 2.           | 〈눈물 같은 사람〉 (최강창민)                     | 박민정       | 안영민         | 4:01      |
| 3.           | 〈꿈인가요〉 (김그림)                             | 조은희       | 김세진         | 3:29      |
| 4.           | 〈사랑해〉 (조성모)                               | 안영민       | 안영민         | 4:14      |
| 5.           | 〈사랑하고 또 그리워서〉 (박소빈)                 | 허선경       | 강지원, 박수석 | 3:38      |
| 6.           | 〈오도일이관지 (吾道一以貫之)〉 (Various Artists) |              |                | 2:36      |
| 7.           | 〈달빛의 물결 속에〉 (Various Artists)            |              |                | 2:53      |
| 8.           | 〈도술 좀 부렸지〉 (Various Artists)              |              |                | 1:58      |
| 9.           | 〈홍길동의 후예〉 (Various Artists)               |              |                | 3:01      |
| 10.          | 〈율도국〉 (Various Artists)                      |              |                | 2:25      |
| 11.          | 〈전우치가 간다〉 (Various Artists)               |              |                | 2:53      |
| 12.          | 〈무연의 사랑〉 (Various Artists)                 |              |                | 2:36      |
| 13.          | 〈돌아온 기억〉 (Various Artists)                 |              |                | 2:55      |
| 14.          | 〈강림〉 (Various Artists)                        |              |                | 3:35      |
| 15.          | 〈의로운 일을 위해〉 (Various Artists)            |              |                | 3:52      |
| 16.          | 〈꽃잎 흩날리던〉 (Various Artists)               |              |                | 2:48      |
| 17.          | 〈어긋난 운명〉 (Various Artists)                 |              |                | 3:10      |
| 18.          | 〈천둥바람〉 (Various Artists)                    |              |                | 2:52      |
| 19.          | 〈바라보다〉 (Various Artists)                    |              |                | 2:50      |
| 20.          | 〈슬픈 상처〉 (Various Artists)                   |              |                | 2:43      |
| 21.          | 〈Uneasiness〉 (Various Artists)                  |              |                | 2:48      |
| 22.          | 〈하늘을 날다〉 (Various Artists)                 |              |                | 2:05      |
| 총 재생 시간 | 총 재생 시간                                      | 총 재생 시간 | 총 재생 시간   | 1:04:24   |

## 참고 사항
- KBS 드라마본부의 곽기원 기획 팀장의 인터뷰에서, "'세상 어디에도 없는 착한남자'의 차기작인 '아이리스 2'가 2009년 하반기 방영작 중 지상파 유일의 블록버스터 첩보 액션물인 '아이리스'를 시청했던 수 많은 시청자들의 계속적인 요청에 따라 KBS가 야심차게 기획한 속편 드라마로서, 당초 2012년 하반기 방영작으로 가닥을 잡았다가, 해외 로케이션 촬영 지연 등 제작이 늦어지는 관계로, 석 달 간격을 맞춰서, 이듬해인 2013년 상반기 방영작으로 최종 확정됨에 따라, 편성 공백을 메우기 위해, 본 작품이 그 자리에 우선 편성되었다"라고 덧붙였다.

## 수상 경력
- 2012년 KBS 연기대상 남자 신인상 이희준

## 편성 변경
- 2013년 2월 6일 : 대한민국 국가대표팀 축구 평가전 <대한민국 VS 크로아티아> 중계 방송 편성 관계로, 오후 9시 30분부터 방송.

## 동시간대 드라마
- MBC 수목 미니시리즈

《보고싶다》 (2012년 11월 7일 ~ 2013년 1월 17일)
《7급 공무원》 (2013년 1월 23일 ~ 2013년 3월 28일)
- SBS 수목드라마

《대풍수》 (2012년 10월 10일 ~ 2013년 2월 7일)